# Campo Bahia
Campo Bahia ist ein Resort in der Gemeinde Santa Cruz Cabrália, knapp 30 Kilometer nördlich des Badeorts Porto Seguro und des Flughafens der Stadt im brasilianischen Bundesstaat Bahia. Die Anlage befindet sich im Ortsteil Santo André, etwa acht Kilometer nördlich von Santa Cruz Cabrália an der Atlantikküste. Sie wurde vom DFB als Basisquartier der deutschen Fußballnationalmannschaft für die WM 2014 in Brasilien ausgewählt. Die Mannschaft bezog die Unterkunft am 8. Juni und reiste am 11. Juli ab.

## Beschreibung
Das Resort wurde von einem deutschen Immobilienkonsortium um das Münchner Unternehmerehepaar Christiane und Christian Hirmer errichtet. Auf 15.000 Quadratmetern befinden sich dort 14 zweigeschossige Bauten mit zusammen 65 Suiten.
Die Fertigstellung sollte ursprünglich im März 2014 erfolgen. Laut Medienberichten wurde die Anlage allerdings erst wenige Tage vor der Ankunft der Nationalmannschaft fertiggestellt. Ein ursprünglich geplantes Medienzentrum für 300 Journalisten wurde nicht gebaut. Die Journalisten wurden im Hotel Mabu Costa Brasilis im Ort untergebracht.
Die Mannschaftsunterkünfte wurden von dem Kunstberater Helge Achenbach mit Kunstgegenständen ausgestattet. Der Regisseur Ulli Lommel schrieb ein Buch und drehte einen Film über Campo Bahia und den Aufenthalt der deutschen Mannschaft.
Der Trainingsplatz für die Nationalmannschaft wurde etwa drei Kilometer entfernt in einem Naturschutzgebiet gebaut. Die Ausnahmegenehmigung erteilte die Umweltbehörde nach zwei Wochen, obwohl in diesem Gebiet Schildkröten ihre Eier ablegen. Für die WM hatte der DFB eine Fähre für den Meeresarm gemietet, damit die deutsche Mannschaft nicht wie üblich am Fähranleger von Santo André warten musste. Die Besitzer des Campo unterstützten 2013 ein Sozialprojekt für Cracksüchtige und Teenager mit 10.000 Euro, ferner war eine Unterstützung der Dorfschule geplant. Der DFB erwog, den Sportplatz von Santo André zu renovieren.
Die Wahl fiel auf das Resort wegen des Trainingsplatzes in Sichtweite, des Flughafens in der Nähe und einer relativ kurzen Anreise zu den Orten der Vorrundenspiele (Salvador, Fortaleza und Recife). Die Wahl dieser Unterkunft wurde international als „innovativ“ und als Zeichen sorgfältiger Planung wahrgenommen, da die Anlage außerdem in der gleichen Klimazone liegt wie die Stadien der Vorrundenspiele der deutschen Mannschaft. Die deutsche Effizienz, für die diese Unterkunft stünde, werde auch in Brasilien mit Faszination betrachtet, schrieb die Washington Post.
Die Anlage wurde von der FIFA ursprünglich nicht in die Liste der möglichen WM-Quartiere aufgenommen, weil es zu diesem Zeitpunkt keine Garantien für eine rechtzeitige Fertigstellung gab. Später seien jedoch laut FIFA die nötigen Baufortschritte erzielt worden.
Die Anlage befindet sich an einem geschichtsträchtigen Ort. In unmittelbarer Nähe landeten die Portugiesen unter Pedro Álvares Cabral am 22. April 1500 und entdeckten das Land, das sie Terra da Santa Cruz, also Land des Heiligen Kreuzes nannten, für die portugiesische Krone.
Soziales Engagement für die Gemeinde umfasste bauliche Maßnahmen zum Hochwasserschutz, Anschaffung eines Krankenwagenfahrzeugs, Ausbau des Fußballplatzes des Dorfes, sowie Unterstützung des IASA Instituto Amigos de Santo Andre mit Spenden zur Musikschule.

## Rezeption
Mehrere Medien berichteten über das „Erfolgsrezept Campo Bahia“. Der damalige DFB-Präsident Wolfgang Niersbach bezeichnete es als „bestes Quartier aller Zeiten“.